# Villeneuve-le-Roi

Villeneuve-le-Roi en la Petite Couronne.

 Villeneuve-le-Roi  es una comuna y población de Francia, en la región de Isla de Francia, departamento de Valle del Marne, en el distrito de Créteil. Es el chef-lieu y mayor población del cantón de su nombre.
Su población municipal en 2007 era de 18 503 habitantes.
No está integrada en ninguna Communauté de communes u organismo similar.

## Demografía
| 480 | 480 | 445 | 423 | 406 | 407 | 471 | 417 | 474 | 508 | 485 | 478 | 516 | 549 | 626 | 687 | 782 | 1 243 | 1 871 | 2 780 | 4 558 | 8 388 | 13 747 | 14 400 | 14 794 | 16 715 | 22 300 | 23 074 | 21 096 | 20 512 | 20 325 | 18 292 | 18 503 |
| Para los censos de 1962 a 1999 la población legal corresponde a la población sin duplicidades (Fuente: INSEE [Consultar]) |     |     |     |     |     |     |     |     |     |     |     |     |     |     |     |     |       |       |       |       |       |        |        |        |        |        |        |        |        |        |        |        |